# Соціологія емоцій
Соціологія емоцій — галузь соціології, що присвячена вивченню емоцій у контексті соціальної взаємодії.

## Історія
Передумови вивчення емоцій соціологією закладені в працях К. Маркса, Е. Дюркгайма, М. Вебера, Г. Зіммеля та інших вчених. В працях класиків емоції розглядалися на макрорівні, їх виникнення та різноманітність описували як результат структурних та інституційних змін.
Напрямок соціології, названий згодом «соціологія емоцій», значно розвинувся у другій половині XX століття (1970-ті роки), коли з'явилася значна кількість праць, присвячена вивченню емоцій в контексті соціальної взаємодії.
З 1970-х років у соціології з'являється значна кількість праць, присвячених вивченню емоцій у контексті соціальної взаємодії. Зокрема, важливим для формування соціології емоцій були праці Арлі Рассел Хохшильд, яка ввела чотири параметри для пояснення емоцій: емоційні правила, емоційна робота, зовнішнє вираження емоцій та глибина переживань, які визначають тип та тривалість емоцій та їх відношення до ситуації.